# 1691 w polityce

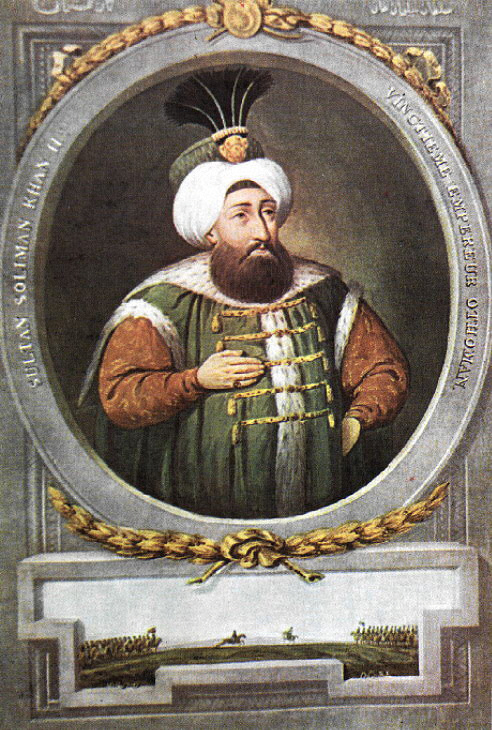
Sulejman II

Wydarzenia polityczne w 1691 roku.

## Zmarli
- 22 czerwca Sulejman II, sułtan turecki[1].